# Katedra Wniebowzięcia Najświętszej Maryi Panny i św. Mikołaja w Galway
Katedra Wniebowzięcia NMP i św. Mikołaja w Galway (irl. Ard-Eaglais Mhaighdean na Deastógála agus Naomh Nioclás) – główna świątynia diecezji Galway, Kilmacduagh i Kilfenora w Irlandii. Mieści się przy placu Cathedral Square w Galway. Została wybudowana w latach 1958–1965 z wapienia, na miejscu dawnego więzienia miejskiego. Podczas poświęcenia w 1965 dokonanego przez kardynała Richarda Cushinga otrzymała wezwanie Wniebowzięcia NMP i św. Mikołaja.
Pod względem architektonicznym jest budowlą eklektyczną, z przewagą neorenesansu i stylu neoromańskiego zaprojektowaną przez Johna J. Robinsona. Kościół jest wysoki na 44,2 metry. Budowla wzorowana jest na kościele z hiszpańskiego miasta Salamanka.